# Poivres
Poivres ist eine französische Gemeinde mit 156 Einwohnern (Stand: 1. Januar 2022) im Département Aube in der Region Grand Est; sie gehört zum Arrondissement Troyes und zum Kanton Arcis-sur-Aube. 

## Geografie
Poivres liegt etwa 50 Kilometer nordnordöstlich von Troyes. Umgeben wird Poivres von den Nachbargemeinden Soudé im Norden und Nordosten, Sompuis im Osten, Trouans im Süden und Südwesten, Mailly-le-Camp im Westen sowie Sommesous im Nordwesten.
Ein Großteil der Gemeinde gehört zum Truppenübungsplatz Camp de Mailly.

## Bevölkerungsentwicklung
| Jahr      | 1962 | 1968 | 1975 | 1982 | 1990 | 1999 | 2006 | 2011 | 2018 |
| Einwohner | 202  | 194  | 183  | 182  | 185  | 155  | 163  | 155  | 159  |

Quellen: Cassini und INSEE

## Sehenswürdigkeiten
- Kirche Saint-Antoine aus dem 16. Jahrhundert, seit 1912 Monument historique
- Friedhofskreuz, seit 1912 Monument historique

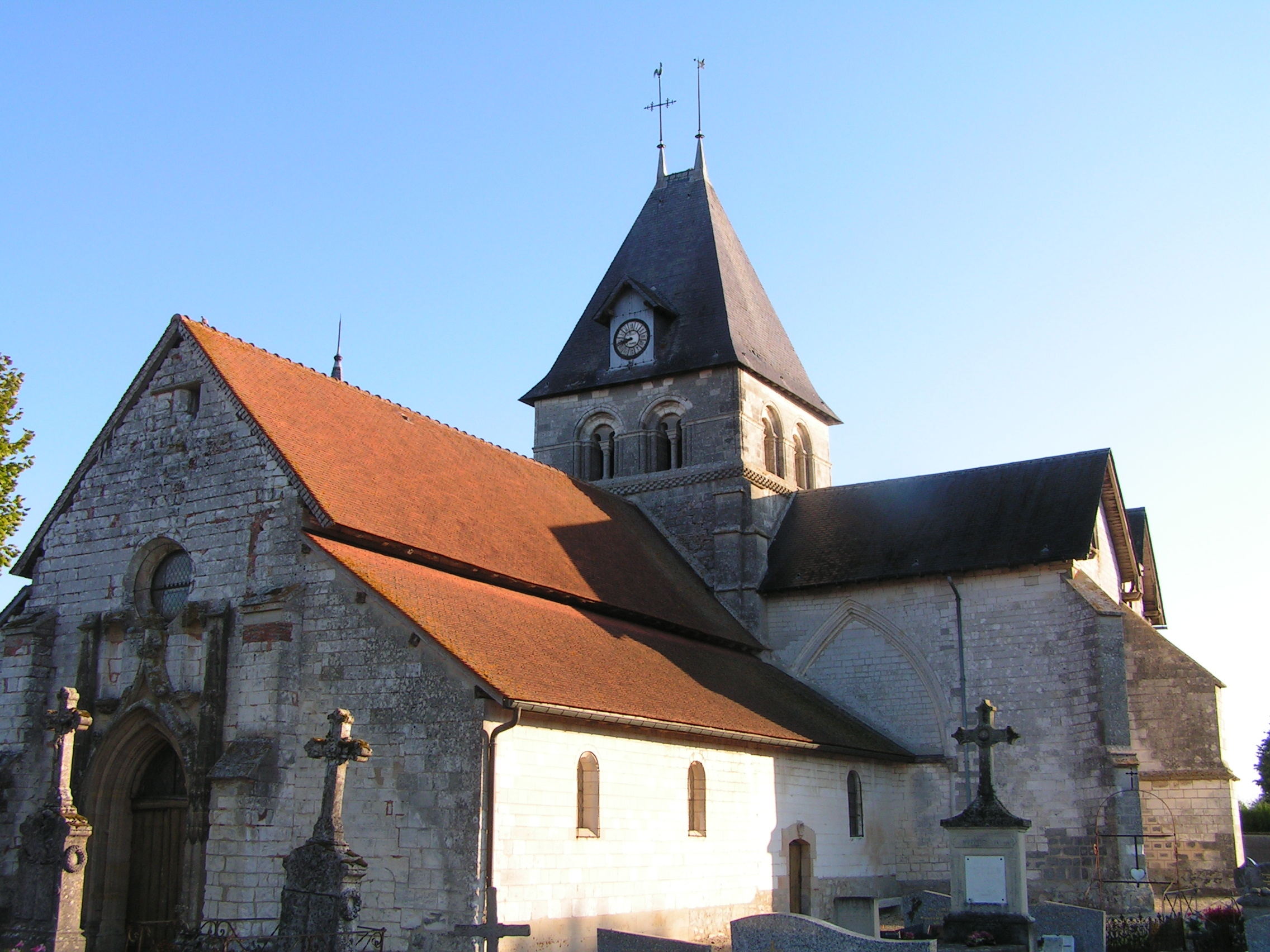
Kirche Saint-Antoine

## Persönlichkeiten
- Gilbert-Joseph-Martin Bruneteau (1760–1830), General des Empire
- Alexandre François Bruneteau de Sainte Suzanne (1769–1853), Politiker
- Jean-Chrysostôme Bruneteau de Sainte-Suzanne (1773–1830), Feldmarschall und Brigadegeneral